# 拘摩罗·跋湿迦罗跋摩
跋湿迦罗跋摩（600年—650年），又称童子王（拘摩罗，Kumara），是迦摩缕波国跋摩王朝的国王。玄奘在其《大唐西域记》中曾对其有记载。
他死后无子，迦摩缕波的王权归于蔑戾车王朝手中。